# Бесконечная вложенность материи

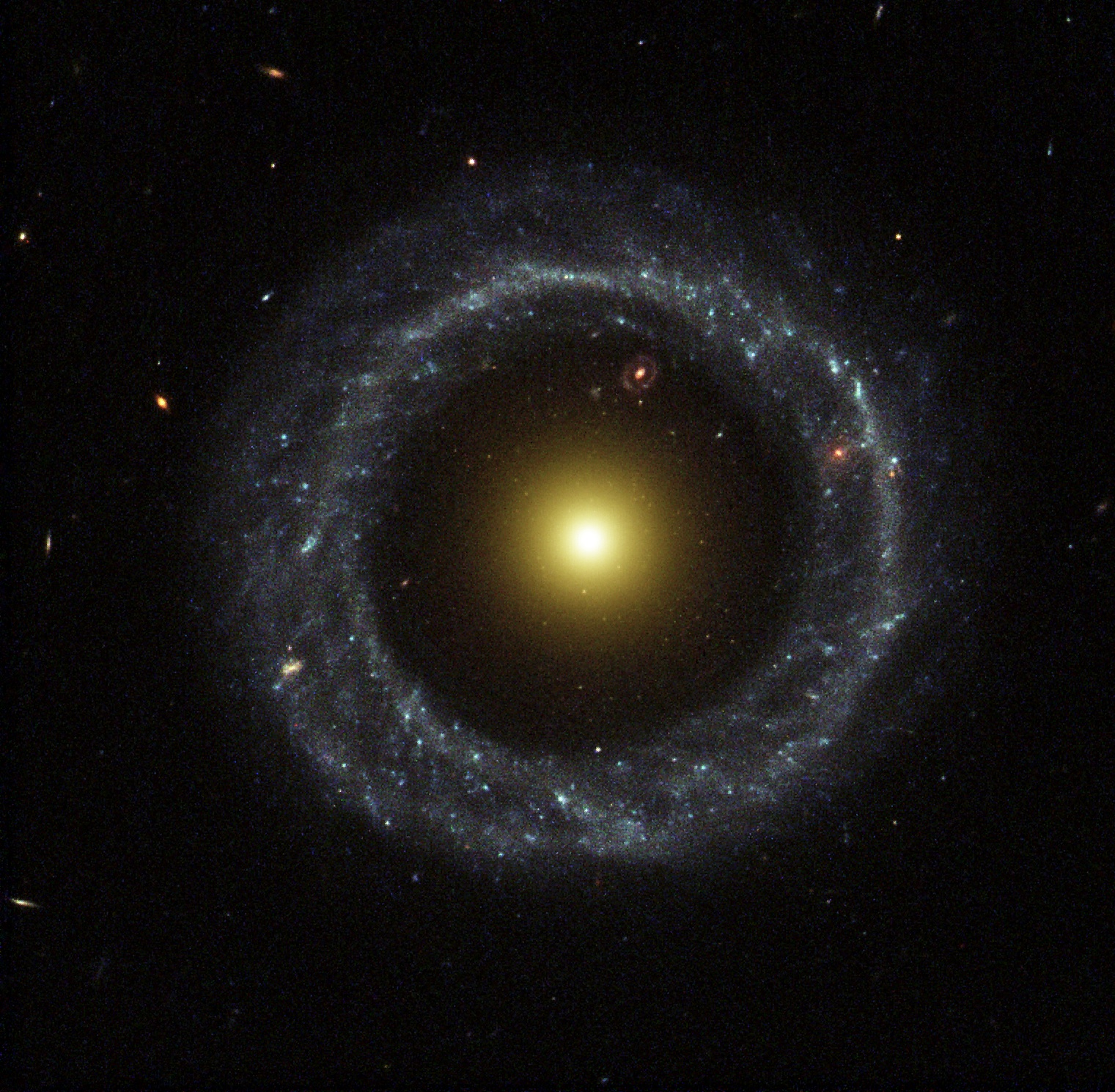
Объект Хога — образный аналог атома водорода в макромире

Теория бесконечной вложенности материи (фрактальная теория) — теория, основанная на индуктивных логических выводах о строении наблюдаемой Вселенной и подчеркивающая иерархическую организацию природы: от наименьших наблюдаемых элементарных частиц до наибольших видимых скоплений галактик. Данная теория отличается от теории атомизма в строении вещества. Выдвигает на первый план тот факт, что глобальная иерархия природы является дискретной; особо выделяются атомный, звёздный и галактический уровни. Утверждает, что космологические уровни являются строго самоподобными, так что для каждого класса объектов или явлений в данном масштабном уровне есть аналогичный класс объектов или явления в любом другом масштабном уровне. Самоподобные аналоги объектов и явлений из различных уровней имеют совпадающую морфологию, кинематику и динамику. Таким образом, теория утверждает, что любая частица имеет собственную систему частиц, а электромагнитная волна состоит из электромагнитных волн.

## Основные элементы теории
- В данной теории отсутствуют элементарные частицы материи как таковые (преон, кварк), вещество бесконечно делимо, в противоположность теории атомизма, находящей минимальную единицу материи;
- Пространство включает бесконечное число вложенных фрактальных уровней материи с подобными друг другу характеристиками;
- Каждый уровень материи включает в себя носители с определённым спектром размеров и масс. Материя самоорганизуется в стабильные состояния;
- Ход времени и вычислений гораздо быстрее на микроуровне и медленнее на макроуровне;
- Каждый тип «элементарных» частиц (электроны, нуклоны и т. д.) не состоит из строго одинаковых по массе и размеру частиц;
- Пространство вечно. При этом носители материи постоянно рождаются и затем трансформируются в носители своего и/или других уровней. Тем самым теория выходит за пределы не только атомизма, но и Большого взрыва, ограничивающего историю мироздания моментом возникновения Вселенной;
- Пространство имеет дробную размерность, стремящуюся к 3 (трём). Точное число зависит от строения материи и её распределения в пространстве. Время в данной теории — самостоятельная от пространства координата, и оно является производным от скорости движения материи;
- Действие сил гравитации и электромагнетизма может быть объяснено модифицированной теорией Фатио-Лесажа. Предполагается, что электромагнитное поле является гравитационным полем нижележащего уровня материи;
- Имеется различие между понятиями «количество материи» и гравитационная масса.
- Существует теория[источник?], что материя в пространстве замкнута сама на себя (если бесконечно двигаться внутрь материи, рано или поздно можно прийти снаружи).

## История
То, что материя делится до бесконечности, утверждали ещё Аристотель, Декарт и Лейбниц в своей монадологии. В каждой частице, какой бы малой она ни была, «есть города, населённые людьми, обработанные поля, и светит солнце, луна и другие звёзды, как у нас», — утверждал греческий философ Анаксагор в своём труде о гомеомериях в V веке до нашей эры.
Для всех материально-вещественных объектов галактики Млечный путь (от атома до всей галактики): все, что меньше атома водорода — протовещество; все, что имеет плотность больше нейтронной — поствещество. В математике все ряды бесконечно больших и малых величин образуют бесконечный иерархический массив. В этом массиве выберем алгоритм N = Tn = 2n10[10-(n-1)]. Это позволит построить иерархический фрактальный ряд от 0,1 нм до 10 метров.
Этот принцип был принят за аксиому последователями герметической религиозной философии.

### Кант и Ламберт
В основу космологических представлений Канта легло признание существования бесконечного количества звёздных систем, которые могут объединяться в системы более высокого порядка. В то же время, каждая звезда со своими планетами и их спутниками образует систему подчинённого порядка. Вселенная, следовательно, не только пространственно бесконечна, но и структурно многообразна, поскольку в состав её входят космические системы разных порядков и размеров. Выдвигая это положение, Кант приближался к идее о структурной бесконечности Вселенной, которая получила более полное развитие в космологическом течении современника Канта, немецкого учёного И. Г. Ламберта.

### Бесконечная Вселенная и фотометрический парадокс Ольберса
Серьёзными затруднениями классической (ньютоновской) космологии стали  фотометрический парадокс Ольберса и гравитационный парадокс Неймана — Зелигера. До XX века эти парадоксы пытались разрешить с помощью модели иерархического строения Вселенной, разработанной Карлом Шарлье на основе идеи Ламберта. В 1908 году он опубликовал теорию строения Вселенной, согласно которой Вселенная представляет собой бесконечную совокупность входящих друг в друга систем всё возрастающего порядка сложности. В этой теории, отдельные звёзды образуют галактику первого порядка, совокупность галактик первого порядка образует галактику второго порядка и т. д. до бесконечности.
На основании такого представления о строении Вселенной, Шарлье пришёл к выводу, что в бесконечной Вселенной парадоксы устраняются, если расстояния между равноправными системами достаточно велики по сравнению с их размерами. Это приводит к непрерывному уменьшению средней плотности космического вещества по мере перехода к системам более высокого порядка. Для устранения парадокса требуется, чтобы плотность вещества падала быстрее, чем обратно пропорционально квадрату размера системы, то есть для каждых двух соседних уровней иерархии должно выполняться следующее соотношение между размерами {\displaystyle R_{k}} систем и средним числом {\displaystyle N_{k}} систем нижнего уровня в системе следующего уровня:
{\displaystyle {\frac {R_{k}}{R_{k-1}}}>{\sqrt {N_{k}}}.}
Другими словами,  размеры систем должны расти достаточно быстро.
Такая зависимость плотности вещества в Метагалактике не наблюдается, поэтому современное объяснение парадокса Ольберса основано на других принципах (например, учитывается красное смещение, используется Общая теория относительности). Однако сама идея о сложном строении Вселенной и вложенности систем разного уровня остаётся и развивается.

### Фурнье Д’Альба
Ирландский учёный Фурнье Д'Альба (англ. Edmund Edward Fournier D’Albe) в 1907 году в своей работе «Два новых мира: инфрамир и супрамир» сделал предположение, что иерархическая лестница простирается также вовнутрь материи в сторону уменьшения. У Фурнье Д’Альба знаменатель прогрессии, то есть отношение линейных размеров звезды и атома или размеров звезды супрамира и звезды данного уровня материи, являющейся атомом супрамира, выражается числом 1022. Такое соотношение пространственных размеров Фурнье Д’Альба распространил и на время. Одна секунда на «нулевом» уровне, по мнению Фурнье Д’Альба, равна сотням триллионов лет в инфрамире, а секунда в супрамире равна сотням триллионов земных лет. С работами Д’Альба был знаком К. Э. Циолковский.

### Бенуа Мандельброт
Бенуа Мандельброт (фр. Benoit Mandelbrot) — создатель математической теории простых иерархических (рекуррентных) самоподобных множеств, для описания данных систем вводит новый термин — фрактал. Космологические и философские взгляды Мандельброта в исторической перспективе хорошо отображены в его неопубликованной записке «Два наследия великой цепи бытия» и в книге написанной совместно с Юрием Барышевым и Пеккой Теерикорпи — «Фрактальная структура Вселенной».

## Современные работы

### Р. Л. Ольдершоу
Роберт Ольдершоу (англ. Robert L. Oldershaw) — независимый исследователь колледжа Амхерста (Массачусетс, США), в ряде работ с 1978 года развивал модель космологического самоподобия (The Self-Similar Cosmological Model). Он выделил три основных уровня материи — атомный, звёздный и галактический уровни, причём два последних уровня ближе друг к другу, чем к атомному уровню. На данных уровнях материя сосредоточена в основном в виде нуклонов и звёзд, а звёзды в своём большинстве также входят в состав галактик. Ольдершоу отмечает, что подавляющее количество вещества в космосе содержится в самых лёгких элементах — в водороде и в гелии, а на уровне звёзд в — в звёздах-карликах с массами 0,1—0,8 солнечных масс. Кроме этого, имеется много и других примеров подобия:
- Вращение носителей друг возле друга под действием силы, убывающей обратно пропорционально квадрату расстояния;
- Часто наблюдаемые джеты и выбросы материи одинаковой формы в звёздных и галактических системах;
- Отношение размеров самых больших атомов к размеру нуклона того же порядка, что и отношение размера больших звёздных систем к размеру нейтронной звезды;
- Зависимости между спином и массой, между магнитным моментом и спином имеют одинаковую форму у атомных и звёздных систем;
- Ридберговские атомы демонстрируют зависимость между радиусами и периодами колебаний электрона, очень похожую на закон Кеплера для планет.

Определение коэффициентов подобия по массе, размерам и времени протекания процессов между атомными и звёздными системами Ольдершоу осуществляет через сопоставление Солнечной системы и Ридберговского атома с номером орбиты n = 168. При этом водороду соответствуют звёзды с массами порядка 0,15 солнечных масс. В результате такого сопоставления становится возможным делать достаточно точные оценки масс и размеров звёзд, галактик, размера протона, периодов вращения галактик и т. д.